# Sonkád
Sonkád község Szabolcs-Szatmár-Bereg vármegyében, a Fehérgyarmati járásban.

## Fekvése
A vármegye keleti részén, az Öreg- és az Új-Túr folyása között, a két ág szétválása közelében, csodálatos, érintetlen természeti környezetben fekszik. A falu déli határában, ahol a két folyóág kettéválik, az Új-Túron található a Kisbukógát, melynek környéke kedvelt kirándulóhely.

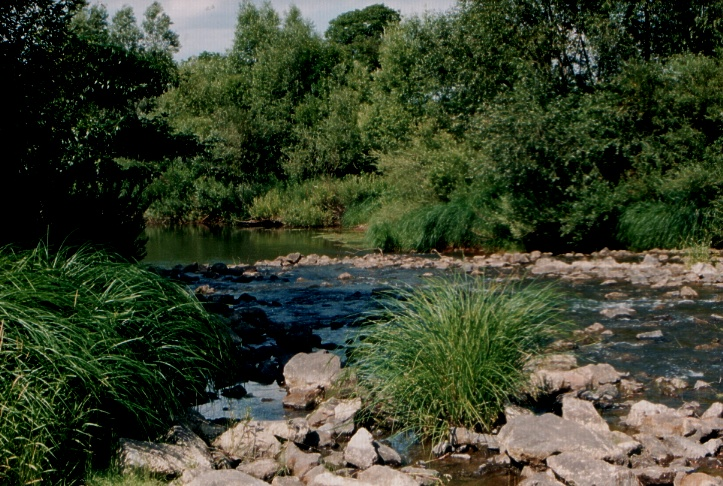
A Túr Sonkádnál

Az Öreg-Túr és környéke a Szatmár-beregi Tájvédelmi Körzethez tartozik, ahol ez a folyóág nagy számú kanyarulatot leírva, erdős-ligetes részek között meanderezik a Tisza irányába. A gazdag vízi növény- és állatvilág, a vízhez kötődő ősi mesterségek megmaradt tárgyi emlékei megkapó élményeket nyújtanak az erre járóknak.
Sonkád szomszédai: észak felől Milota, északkelet felől Tiszabecs, délkelet felől Botpalád, dél felől Csaholc, nyugat felől pedig Kölcse; határszéle dél felől, egy rövid szakaszon érintkezik még Tisztaberek közigazgatási területével is, bár a két település egymástól még légvonalban is több mint 10 kilométerre fekszik.
A környék fontosabb települései közül Tiszabecs 6, Túristvándi 12 távolságra található, a járási székhely, Fehérgyarmat pedig 17 kilométernyire fekszik. Legészakibb pontjától az ukrán határ kevesebb, mint 3 kilométerre északra húzódik.

### Megközelítése
A településen végighalad, nagyjából nyugat-keleti irányban a 491-es főút, közúton ezen érhető el a legegyszerűbben, Mátészalka-Fehérgyarmat felől éppúgy, mint a tiszabecsi határátkelőhely felől, Ukrajna irányából. Botpaláddal és Kispaláddal a 4139-es út köti össze.
Vasútvonal – a szatmári térség túlnyomó részéhez hasonlóan – nem érinti, a legközelebbi vasúti csatlakozási pont, legalábbis az országon belül a Nyíregyháza–Mátészalka–Zajta-vasútvonal mintegy 17 kilométernyire fekvő Penyige vasútállomása. (Az ukrajnai Tiszaújlak (Вилок) vasútállomása néhány kilométerrel közelebb helyezkedik el Sonkádhoz.)

## Története
Sonkád és környéke már a bronzkor óta lakott hely. Egy árokásás alkalmával itt bronz- és honfoglaláskori leletek kerültek elő a földből. A község nevének első említése  1181-ből, a cégényi monostor okleveléből ismert. Nevét a későbbi adatok szerint már 1426-ban is Sonkád alakban írták. Ekkor a csaholyi uradalomhoz tartozott, s egészen a család kihaltáig ők voltak birtokosai.
1547-ben fiúsítás révén a Csaholyi család leányágai örökölték, s leányági öröklés útján a Bribéri Melith családé lett. 1569-ben Sulyok István kapta meg egy részét a Csaholyi örökösödés útján, s ugyanígy a Perényi és a Bethlen családok.
1810-ben földesurai Sulyok Ferenc, gróf Teleki László, Vay Ádám, Kállay Péter, Kerekes Mihály, Kürthy György, valamint az Eötvös, Galgóczy, és Makay családok voltak, akik a század közepéig birtokolták a települést. A község 1884-ben és 1890-ben is egy-egy nagy tűzvészt szenvedett el.
A 20. század elején kölcsei Kende Zsigmondnak volt itt nagyobb birtoka.
Korabeli forrásokban fennmaradt a helyi református egyház számos lelkészének és rektorának neve, az 1500-as évek végétől az 1700-as évek elejéig, az alábbiak szerint:
```
1581: Sonkádi Máté, 1591: Nagyari Mátyás (f. Botpalád), 1597: Harangi Máté, 1605: Óvári Bálint, 1608: Beregi András, 1610: Gyarmathi János, 1620: Kölesei Pál, 1626: Varsányi P. Pál, 1626: Berkeszi Ferenc (rector), 1644: Jánosi György, 1647: Garbóéi János, 1662: Beregszászi L. János, 1705: Helmeci K. János.
```

## Közélete

### Polgármesterei
- 1990–1994: Bandics Zsigmond (MSZP)[3][4]
- 1994–1998: Bandics Zsigmond (MSZP)[5][6]
- 1998–2002: Bandics Zsigmond (MSZP)[7][8]
- 2002–2006: Bandics Zsigmond (MSZP)[9][10]
- 2006–2010: Bandics Zsigmond (MSZP)[11]
- 2010–2014: Bandics Zsigmond (MSZP)[12]
- 2014–2019: Iszák Tibor (független)[13]
- 2019–2024: Iszák Tibor (Fidesz-KDNP)[14]
- 2024– : Iszák Tibor (Fidesz-KDNP)[1]

## Népesség
A település népességének változása:
| Lakosok száma | 723  | 746  | 808  | 790  | 645  | 681  | 643  |
|               | 2013 | 2014 | 2015 | 2021 | 2022 | 2023 | 2024 |

2001-ben a település lakosságának 88%-a magyar, 12%-a cigány nemzetiségűnek vallotta magát.
A 2011-es népszámlálás során a lakosok 80,3%-a magyarnak, 9,4% cigánynak, 1,5% németnek, 0,7% ukránnak mondta magát (19,7% nem nyilatkozott; a kettős identitások miatt a végösszeg nagyobb lehet 100%-nál). A vallási megoszlás a következő volt: római katolikus 8,6%, református 58,1%, görögkatolikus 0,3%, evangélikus 2,2%, felekezeten kívüli 8,3% (22,1% nem válaszolt).
2022-ben a lakosság 89,3%-a vallotta magát magyarnak, 10,2% cigánynak, 1,2% ukránnak, 0,2-0,2% örménynek, németnek, románnak és lengyelnek, 0,6% egyéb, nem hazai nemzetiségűnek (10,7% nem nyilatkozott; a kettős identitások miatt a végösszeg nagyobb lehet 100%-nál). Vallásuk szerint 3,4% volt római katolikus, 54,1% református, 3,3% görög katolikus, 1,7% egyéb keresztény, 0,8% evangélikus, 0,2% ortodox, 4,3% felekezeten kívüli (32,2% nem válaszolt).

## Nevezetességei
- Református temploma a 15. században épült. 1807-ben kőtornyot építettek hozzá, és 1861-ben felújították.

## Érdekességek
- Nyilvánvalóan Sonkád neve ihlette (legalább részben) Göncz Árpádot A sonkádi Egyed gazda regényfordítás címadására. John Ronald Reuel Tolkien kisregényének eredeti címe Farmer Giles of Ham volt, így természetesen nem is a magyarországi Sonkádon játszódik, hanem egy kitalált brit középkori világban; a fordító címválasztása abból eredhet, hogy az angol ham szó egyik jelentése sonka.

## Külső hivatkozások
- Sonkád hivatalos honlapja
- Sonkád az utazom.com honlapján